# Abric del Peix
L'abri du Poisson («abric del peix») és un jaciment arqueològic d'època paleolítica situat al petita vall de Gorges de l'Infern (Gorges d'Enfer), a la riba dreta del Vézère, municipi de Las Eisiás de Taiac, al departament de la Dordonya, al sud-oest de França. Va ser declarat Patrimoni de la Humanitat per la UNESCO l'any 1979, formant part del lloc «Llocs prehistòrics i grutes decorades de la vall del Vézère», amb el codi 85-002.
Es tracta d'un hàbitat en forma d'abric rocós, i no d'una cova. Deu el seu nom a un baix relleu d'un salmó d'un metre de llarg d'una antiguitat d'aproximadament 25.000 anys (gravetià).
El lloc es va lliurar del saqueig, gràcies a la intervenció de Denis Peyrony. En efecte, s'havien perforat en la roca múltiples forats al voltant de la figura del peix per traslladar una part de la paret. Els forats que enquadren l'escultura són encara visibles i donen prova de la temptativa de robatori.
El lloc està obert als visitants (2008).